# Schloss Bruck (Lienz)

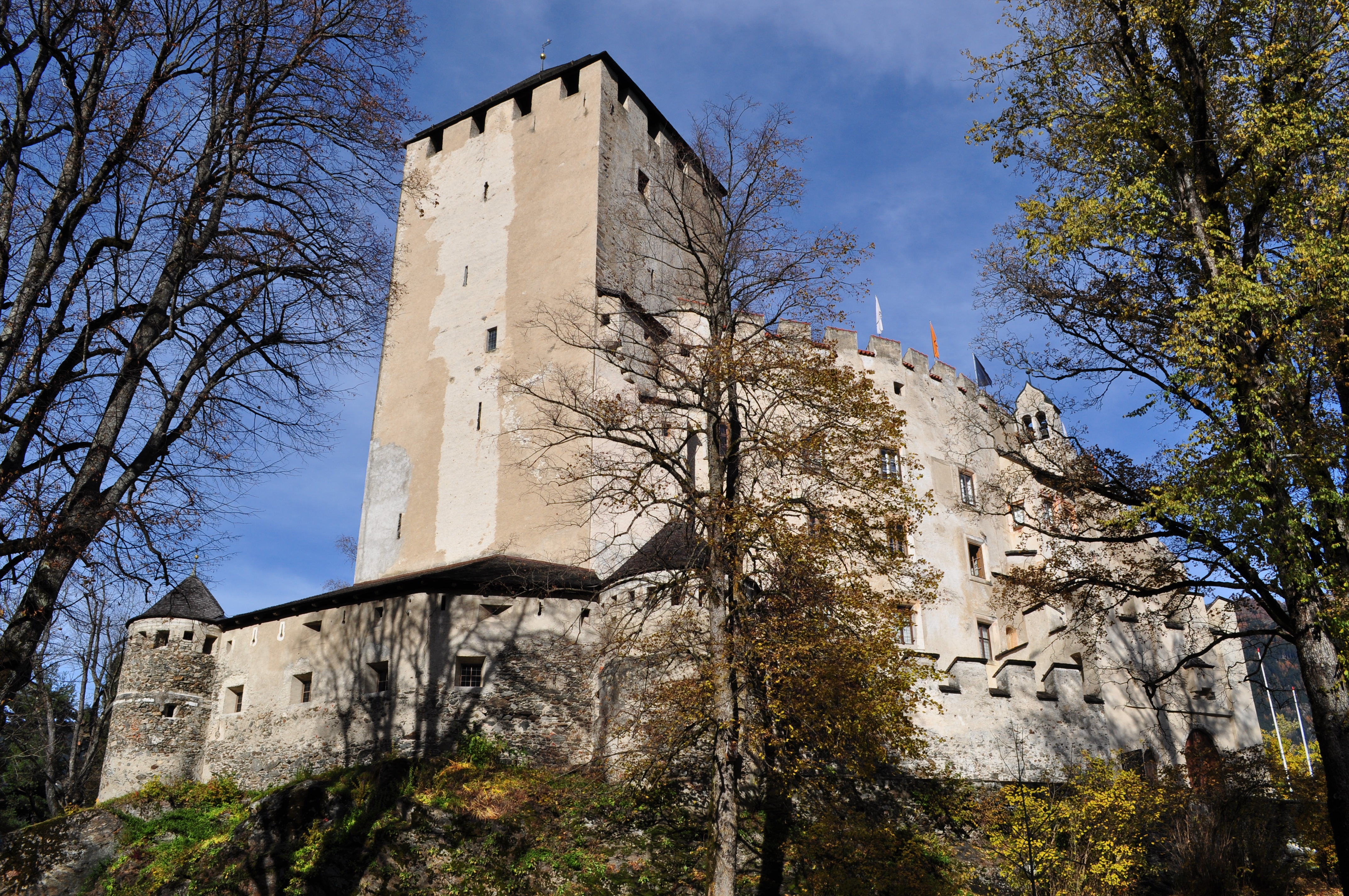
Schloss Bruck

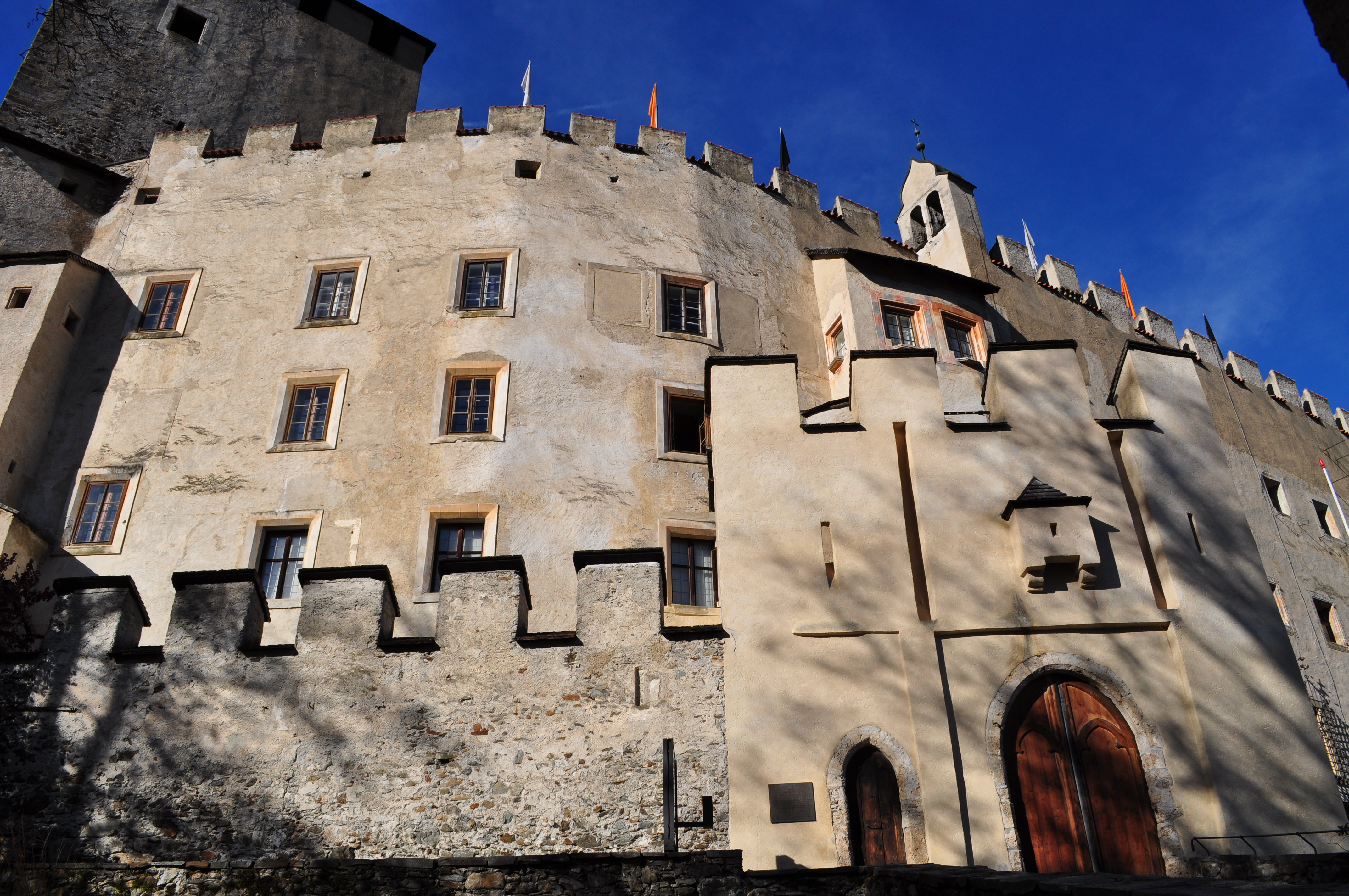
Tor

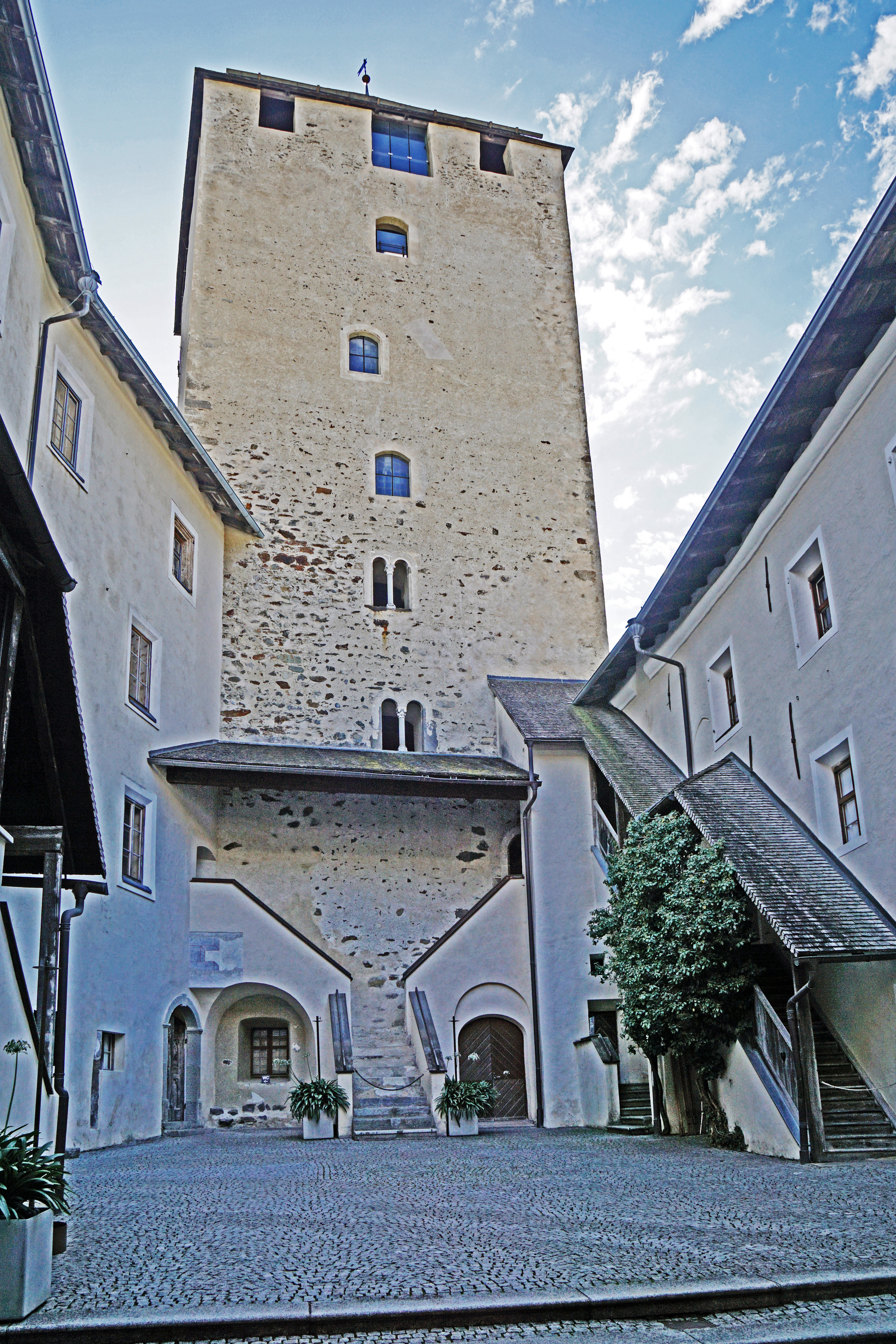
Innenhof und Bergfried

Schloss Bruck befindet sich im südlichen Osttirol im Stadtgebiet der Bezirkshauptstadt Lienz. Es ist auf einer Hügelkuppe erbaut, die sich an den Lienzer Hausberg Hochstein schmiegt. Das Schloss war der Wohnsitz der Grafen von Görz von etwa 1278 bis zum Jahr 1500. Es besitzt eine Burgkapelle mit Fresken von Simon von Taisten. Seit dem Jahr 1943 dient es als Museum der Stadt Lienz.

## Geschichte
Die ältesten Funde, darunter zwei Beile aus Kupfer oder Bronze, die auf die Besiedlung der Umgebung des Schlossbergs hinweisen, sind ca. 3000 Jahre alt.
Das Schloss Bruck wurde in den Jahren 1252 bis 1277 von den Görzer Grafen errichtet und diente ihnen bis ins Jahr 1500 als Wohnsitz. Als im selben Jahr der letzte Görzer Graf Leonhard von Görz kinderlos starb, fielen seine gesamten Besitzungen, darunter auch Schloss Bruck, König Maximilian I., dem späteren Kaiser zu, der es mit der Grafschaft Tirol vereinigte. Nach einer kurzen Besitzzeit durch Virgil von Graben verkaufte Maximilian am 10. August 1501 dem Freiherrn Michael von Wolkenstein-Rodenegg die Herrschaft Lienz einschließlich des Schlosses für 22.000 Gulden auf „ewige Rücklösung“. Die Freiherren blieben bis ca. 1608 im Schloss. Die Brüder Sigmund und Christoph von Wolkenstein-Rodenegg erbauten in den Jahren von 1606 bis 1608 aufgrund der Kälte im Schloss die Liebburg am heutigen Hauptplatz der Stadt Lienz als Wohnschloss.
Von 1796 bis zur Besetzung der Stadt durch Truppen der Französischen Republik unter General Joubert im Jahr 1797 wurde Schloss Bruck als Kaserne genutzt. In den darauffolgenden Jahren befand es sich im Privatbesitz und diente als Gasthaus, Brauerei und Spedition.
Am 13. Juni 1943 wurde im Schloss Bruck das Heimatmuseum des Bezirks Osttirol eröffnet.

## Bauwerk
Durch das Haupttor und über eine schräg ansteigende Steinbrücke gelangt man in den langgestreckten Innenhof. An dessen Südwestseite ragt der sechsgeschoßige, etwa 37 m hohe Bergfried empor. Er ist im Innern über eine Holzstiege zu besteigen. In seinem zweiten Stockwerk ist ein romanisches Doppelbogenfenster mit Mittelsäule und Knospenkapitell aus der Erbauungszeit zu sehen. In der obersten Ebene des Turms befindet sich eine umlaufende Aussichtsgalerie mit sehr gutem Blick auf Lienz und die umliegenden Berge. Die Schlosskapelle befindet sich auf der Südostseite des Hofes.

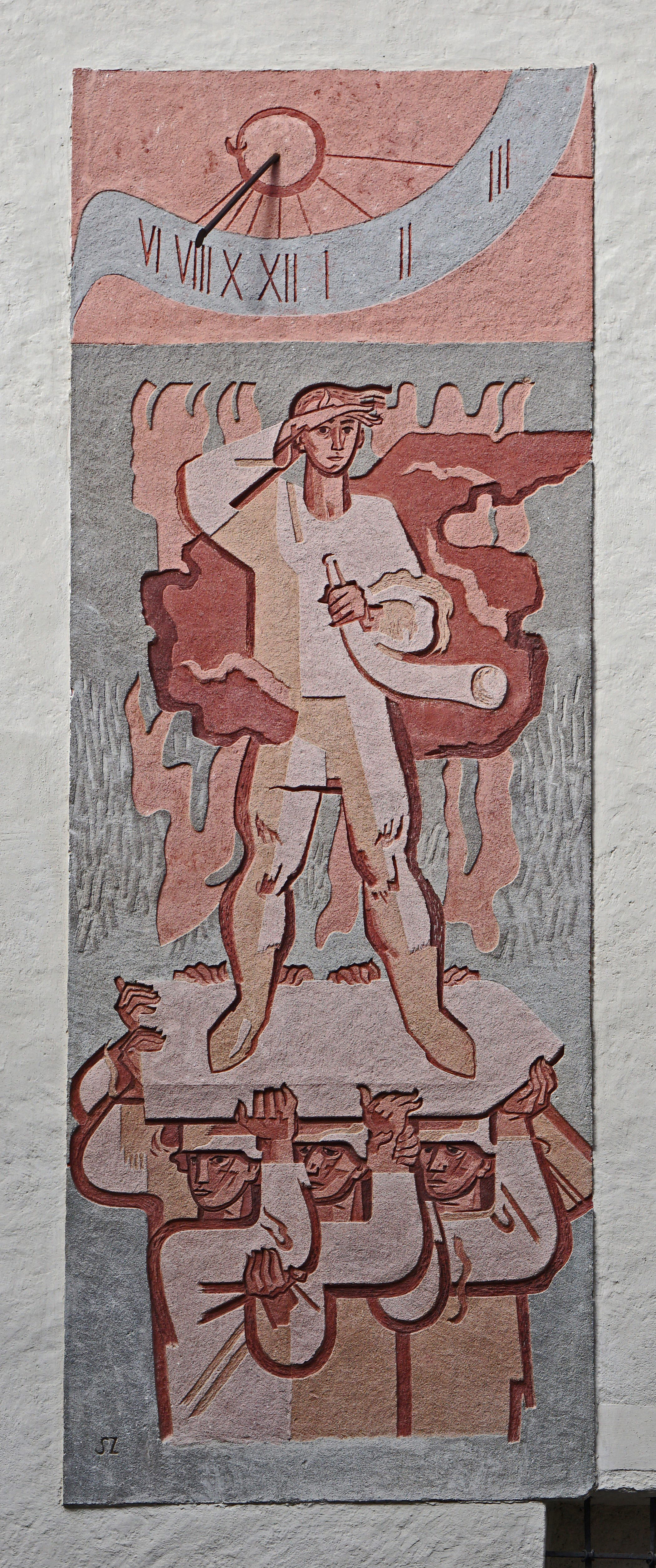
Sonnenuhr im Innenhof von Rudolf Szyszkowitz (1944)
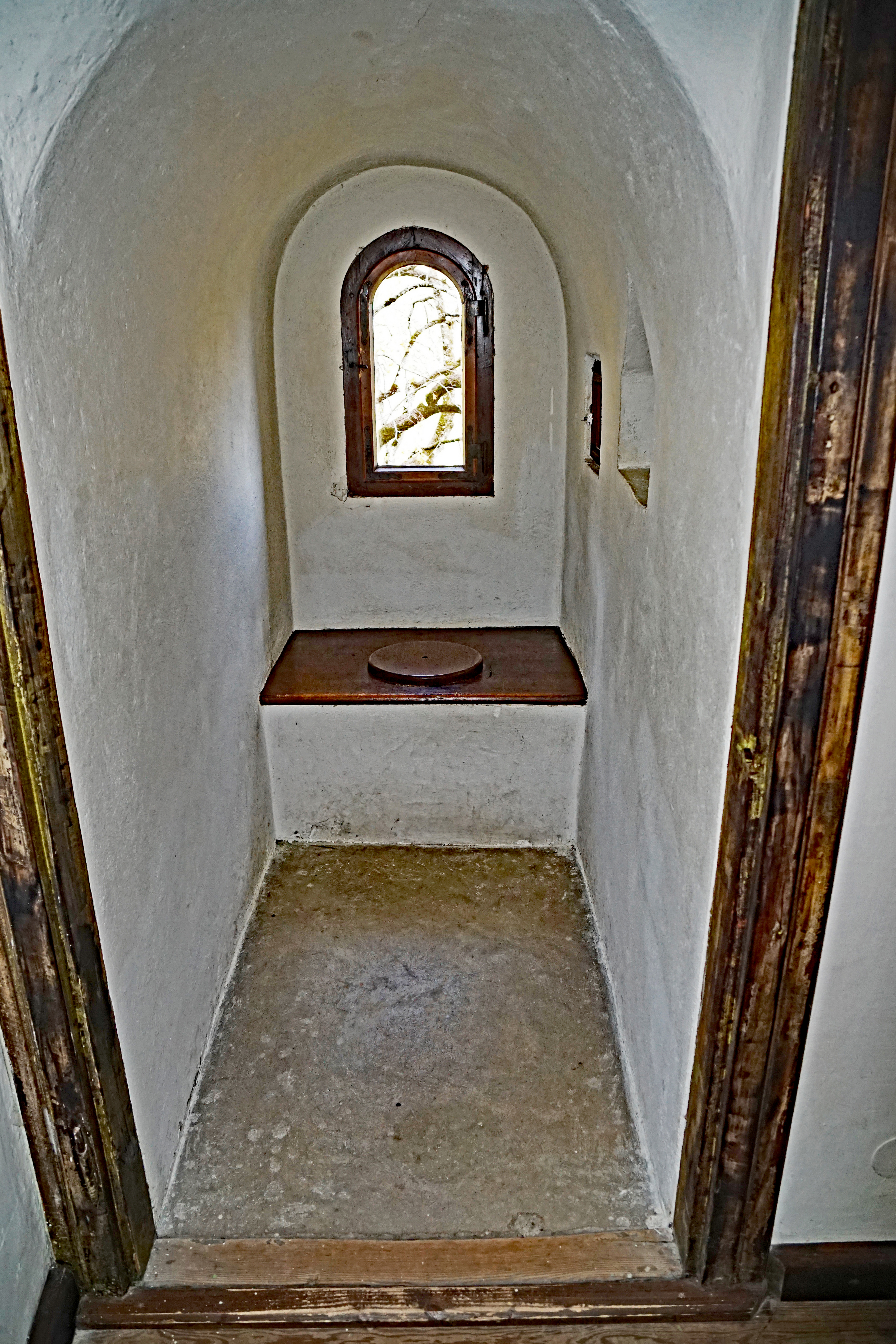
Aborterker
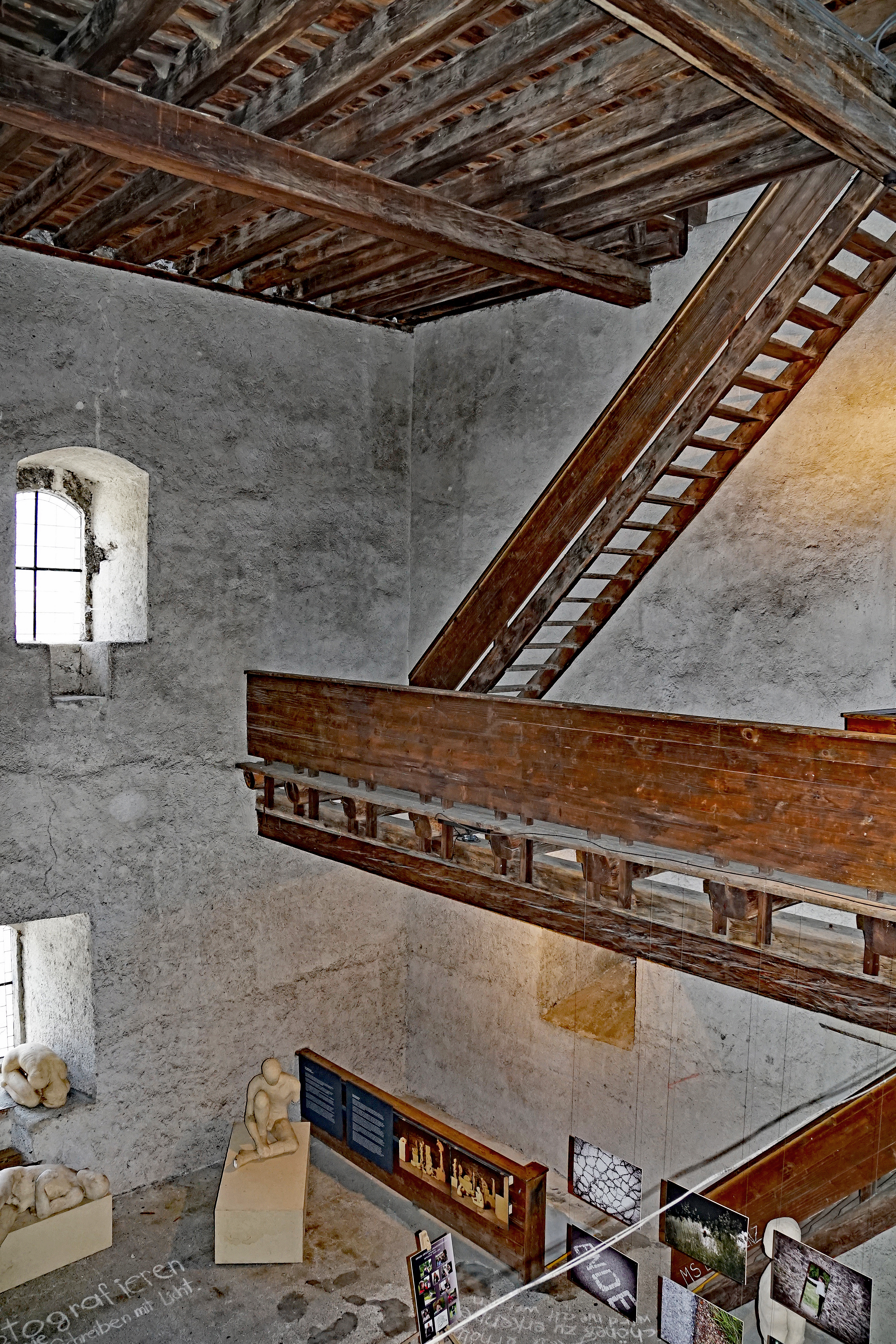
Innenansicht des Bergfrieds
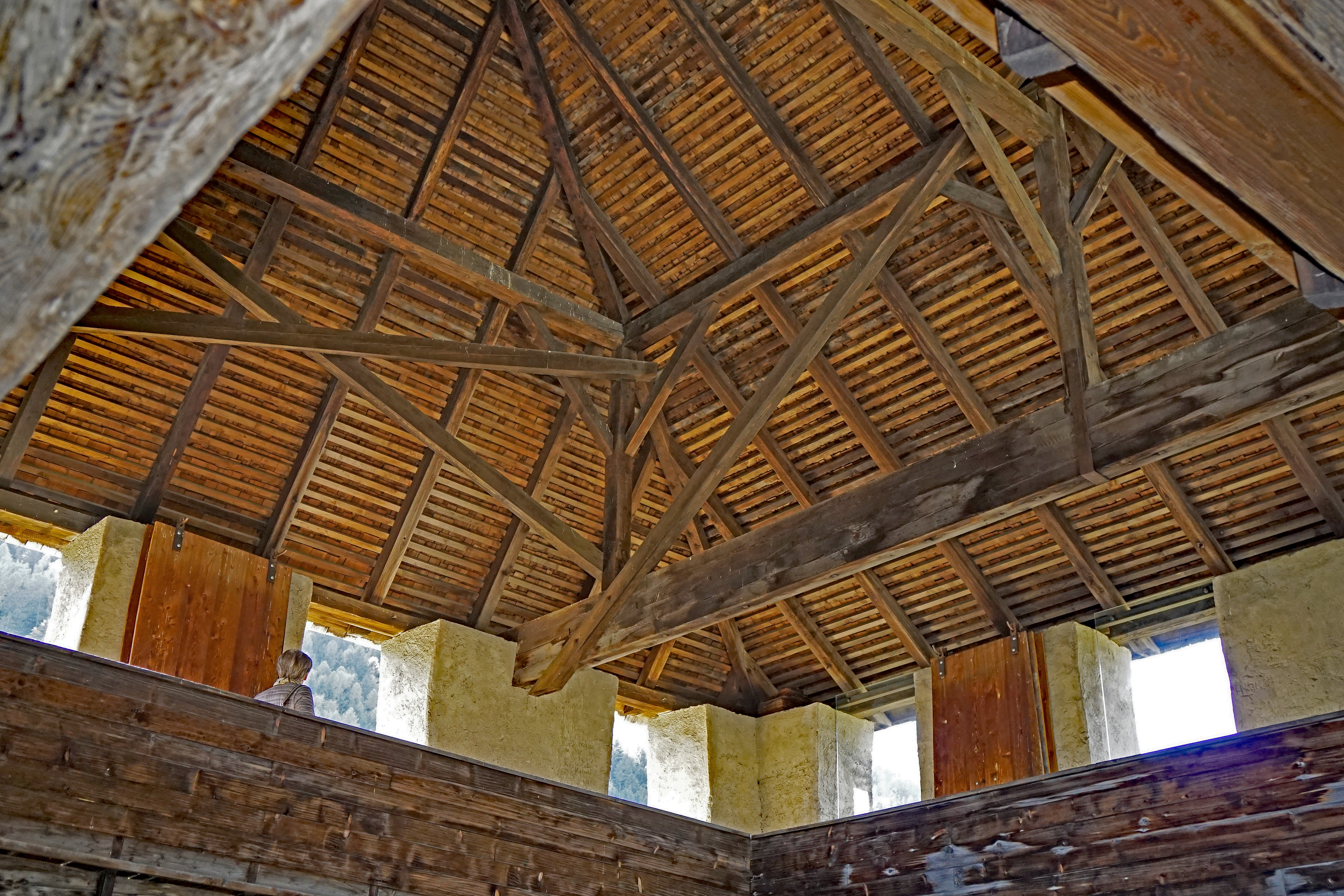
Dachkonstruktion und Aussichtsgalerie des Bergfrieds

## Schlosskapelle

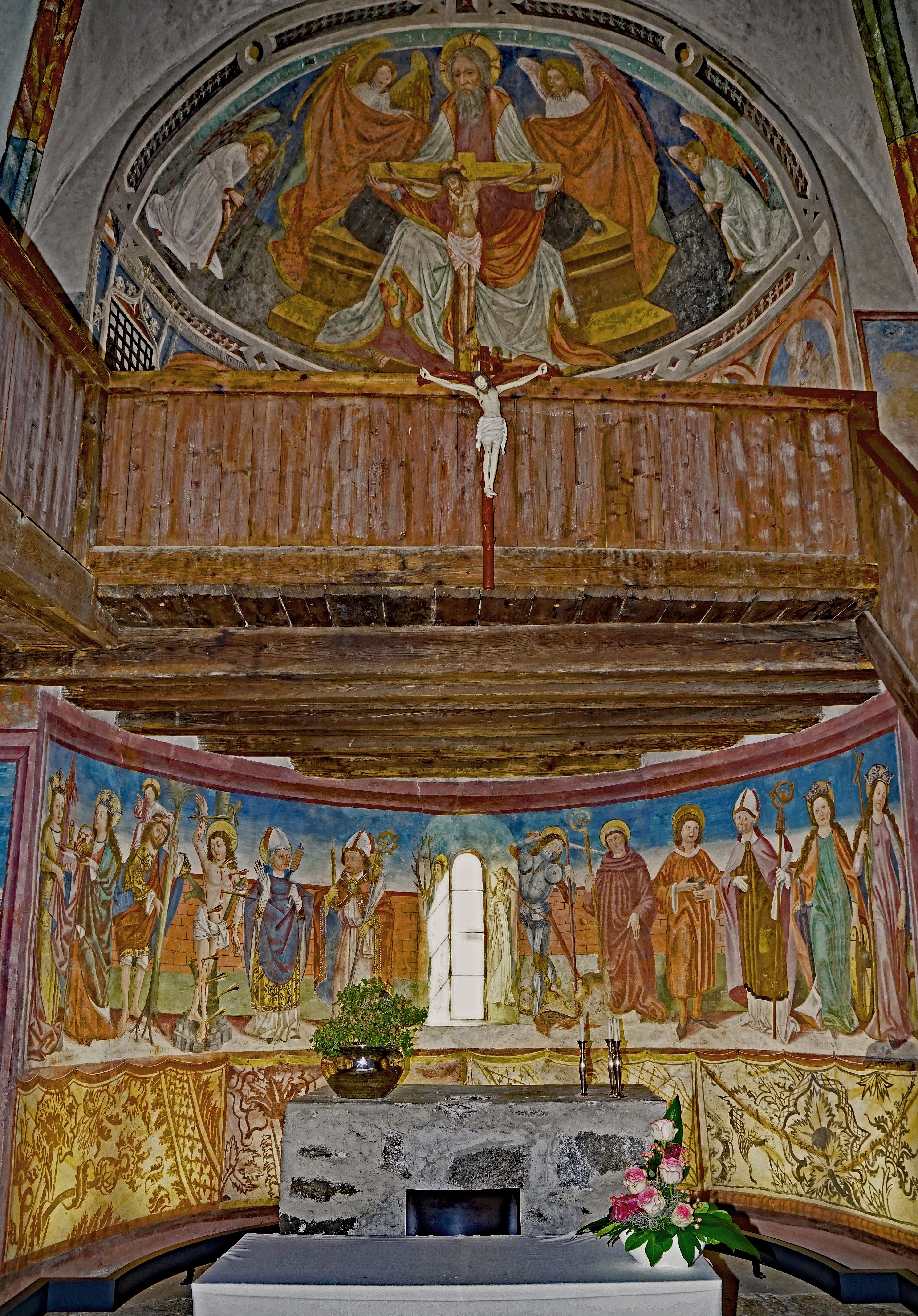
Innenansicht der Kapelle zur Apsis

Die zweigeschoßige Schlosskapelle mit quadratischem Grundriss hat eine Rundapsis. Die Wände sind von verschiedenen Künstlern im spätgotischen Stil reich bemalt. Die Vierzehn Nothelfer in der Apsis und der Marientod sind Werke des Pustertaler Meisters Simon von Taisten (um 1495). Den Gnadenstuhl im Gewölbe der Rundapsis schuf Nikolaus Kenntner (1452), die Leidensgeschichte Jesu und das Weltgericht an der Südseite Andrä Peuerweg (Mitte des 16. Jahrhunderts).

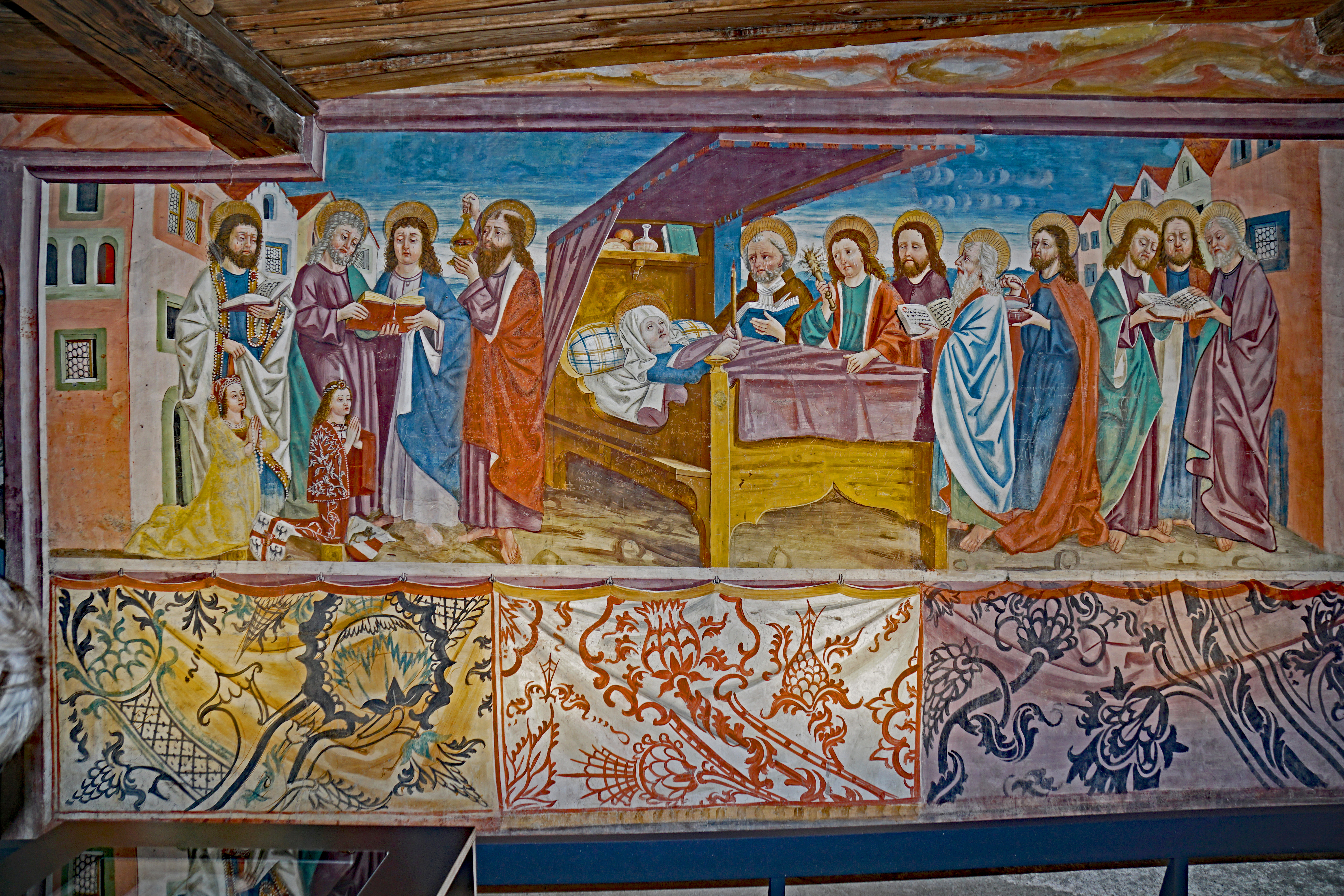
Marientod
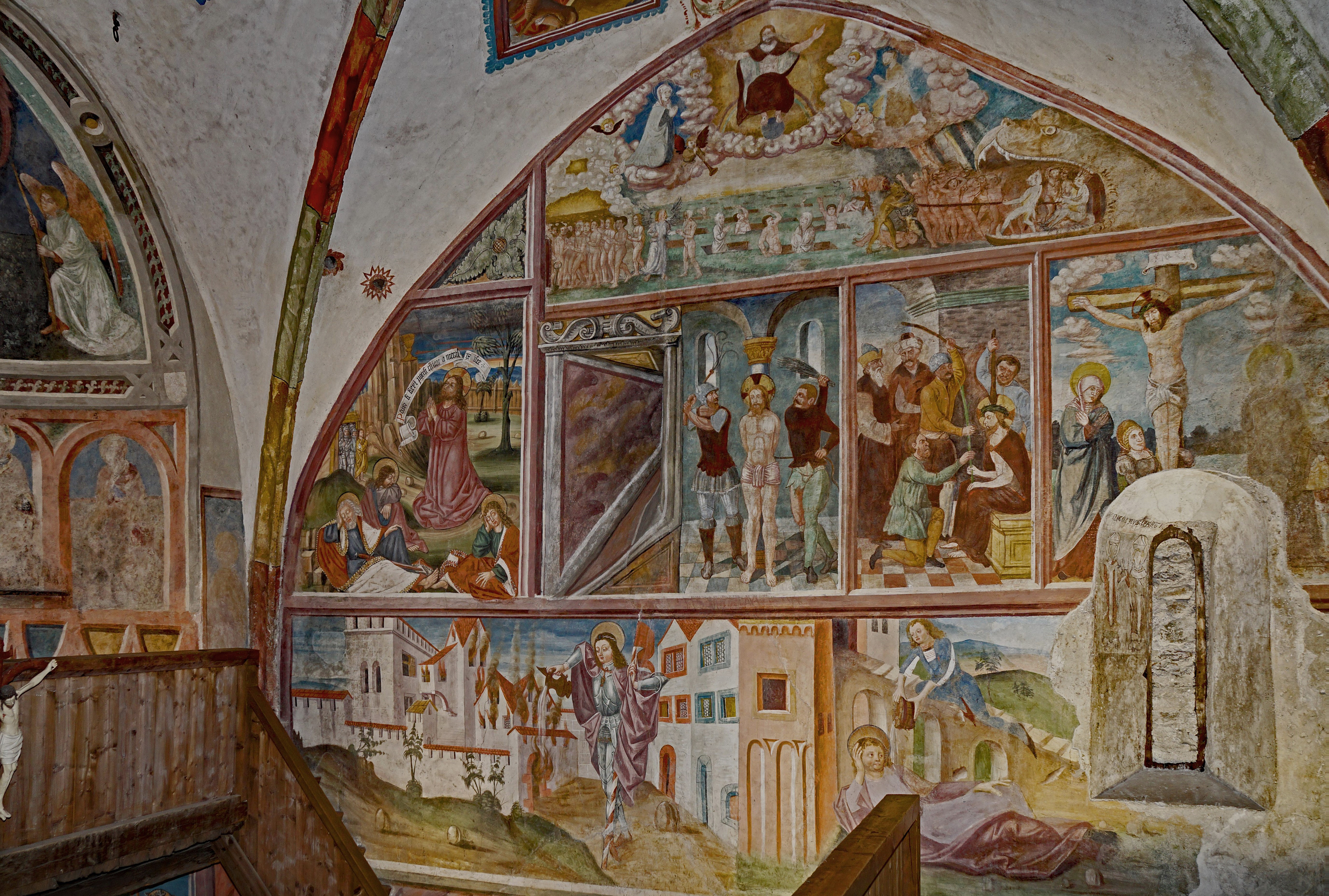
Leiden Jesu

## Museum

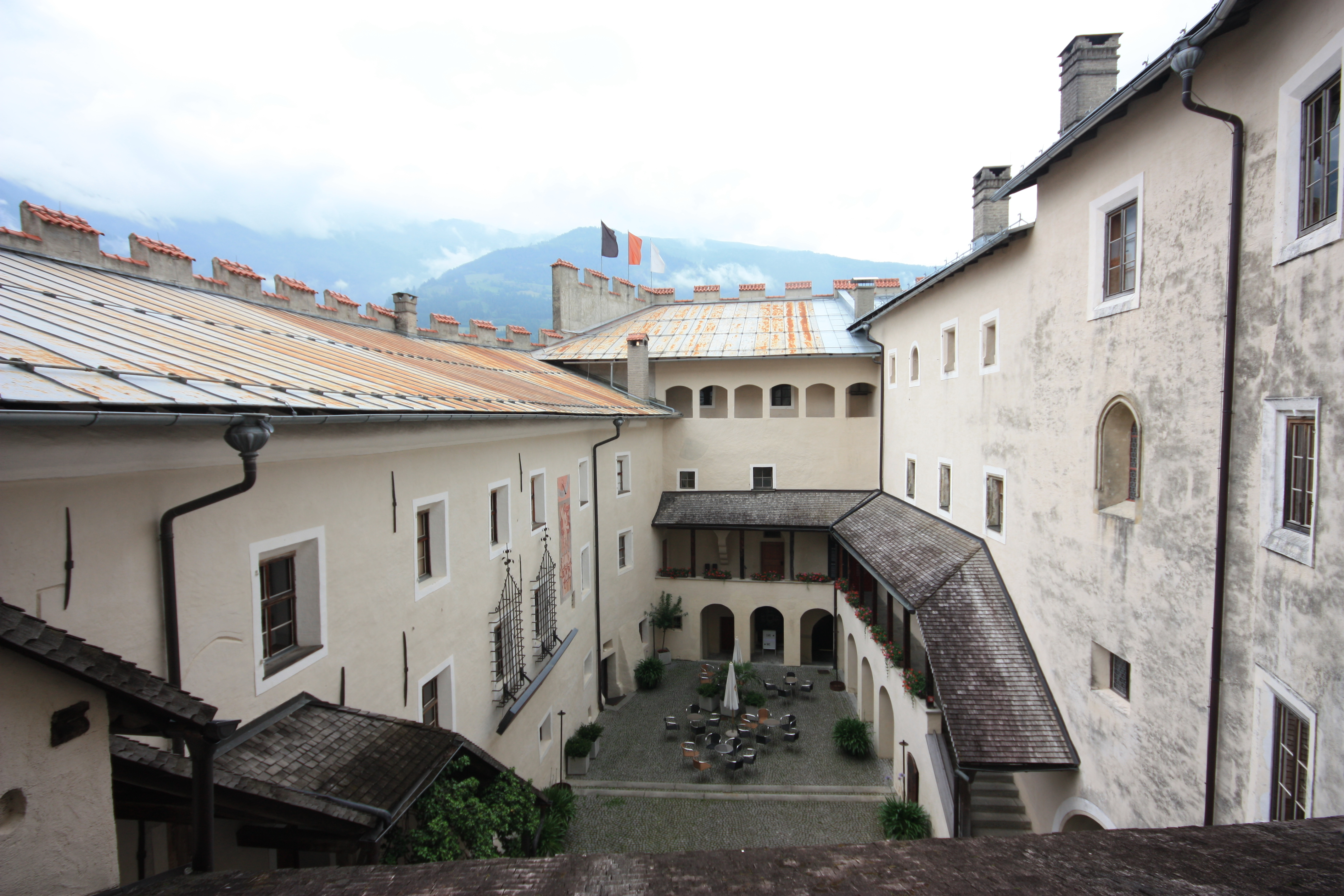
Burghof

Heute ist das Schloss ein Museum der Stadt Lienz und beherbergt viele Bilder des aus Lienz stammenden Malers Albin Egger-Lienz. Es werden immer wieder auch Kunstausstellungen und Themenausstellungen (z. B. die Landesausstellung 2000, die Osttirol, Brixen und Trentino umfasste) durchgeführt (siehe die Auswahl an gezeigten Ausstellungen unten). Die Umgebung des Schlosses mit dem malerischen Wäldchen um einen kleinen Teich nahe dem Tor ist ein beliebtes Gebiet für Spaziergänge und Ausgangspunkt vieler Wanderwege. Das Schloss ist von Mitte Mai bis Ende Oktober geöffnet. 2007 erhielt das Museum den Tiroler Museumspreis.

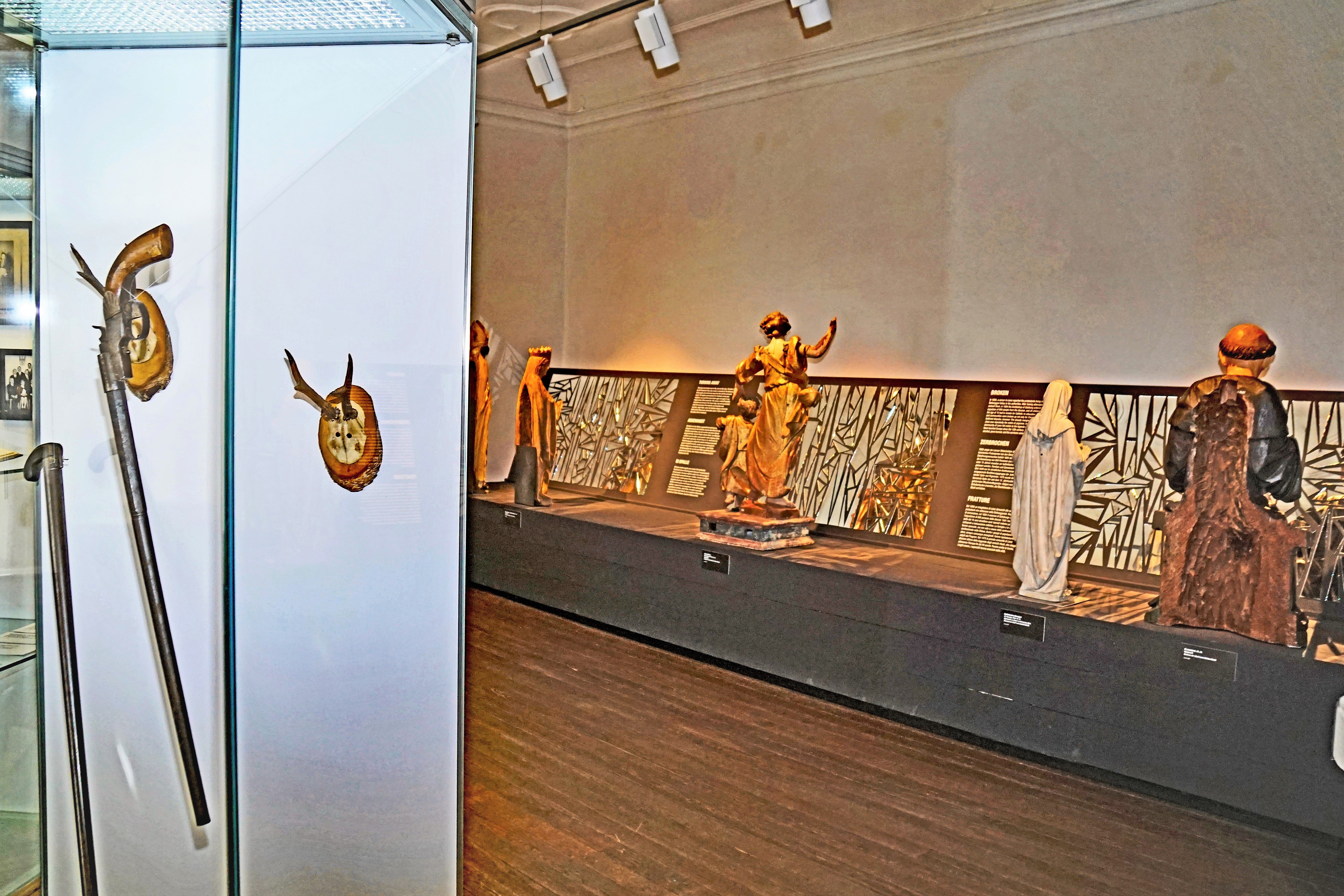
Blick ins Museum

## Ausstellungen
- 2008 Guizhou – Chinas Reich der Töne und Farben.
- 2009 Bedrohung & Idylle. Das Menschenbild in Österreich 1918–1938.
- 2010 Schätze aus dem Pustertal. Gotik & Barock Teil I.
- 2011 Der Weg hinaus. Gotik & Barock Teil II.
- 2012 Egger-Lienz | Walde | Berg. Über das Land.[2] (drei parallel laufende Ausstellungen mit dem Museum Kitzbühel und dem Werner-Berg-Museum)
- 2013 Hermann Pedit. Arbeiten 1950–2013.
- 2013 Franz Walchegger. Malerei im Zeichen der Klassischen Moderne.
- 2013 Fischgerichte – Fischgeschichte.
- 2014 Leopold Ganzer (1929–2008). Natur und Abstraktion – Eine Symbiose.
- 2014 Dolomitendomino 2.
- 2014 Totentanz. Egger-Lienz und der Krieg. (Koopgeration mit der Österreichischen Galerie Belvedere)
- 2014–2015 Schlaglicht. Lienz und der Talboden. (Kooperation mit dem TAP – Tiroler Archiv für photographische Dokumentation und Kunst)
- 2015 Kunstwerk Alpen.
- 2015 Jos Pirkner. Figur und Raum.
- 2015–2016 Das bedrohte Paradies. Heinrich Kühn (1866–1944) fotografiert in Farbe.
- 2016 Architekt Raimund Abraham. Back home. (Kooperation mit dem AZW – Architekturzentrum Wien)
- 2015–2017 Albin Egger-Lienz (1868–1926). Ich male keine Bauern, sondern Formen.
- 2015–2017 Heimat / Front. Lienz und der Krieg 1914–1918. (Kooperation mit dem TAP – Tiroler Archiv für photographische Dokumentation und Kunst)
- 2016–2017 Blick zurück. Museums- und Sammlungsgeschichte.
- 2017 Archaik – Hightech. Design: EOOS und die Sammlung Schloss Bruck. (Kooperation mit EOOS)
- 2018 Mal mir den Himmel! Simon von Taisten und seine spätgotischen Fresken auf Schloss Bruck.

## Weblinks

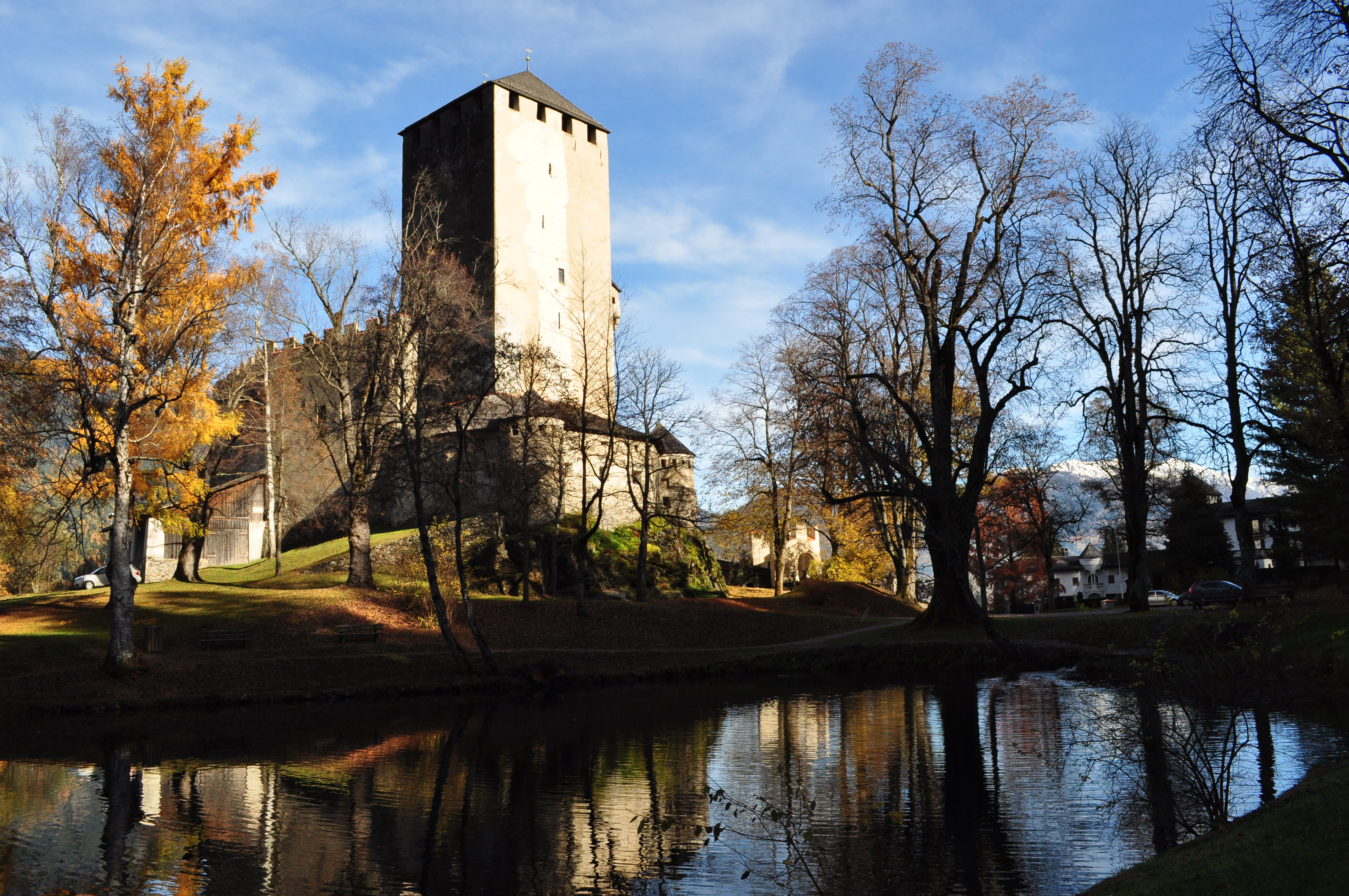
Teich im Schlosspark